# Helvécones
Les Helvécones (en latin : [Lygii] Eluhecones ou Helvecones, Helveconae, Helvaeonae ; en allemand : Helveconer) étaient un ancien peuple germanique mentionné à la fin du Ier siècle par l'historien romain Tacite ; c'était l'une des tribus les plus puissantes des Lygiens.
« Car une longue chaîne partage et coupe en deux la Suévie. Au-delà de cette chaîne sont un grand nombre de nations, dont la plus considérable est celle des Lygiens, divisée elle-même en beaucoup de cités. Il suffira de nommer les plus puissantes, les Aries, les Helvécones, les Manimes, les Élysiens, les Naharvales. »
— Tacite, La Germanie, « Mœurs des Germains », XLIII.
Pline l'Ancien mentionne des Hilleviones (en) en Scatinavia (Scandinavie) et Ptolémée appelle les Helvécones Αιλουαιωνες (Ailouaiones) : si c'est le même peuple, les Helvécones auraient, pour une raison inconnue, quitté la Scandinavie pour la Germanie.

## Sources anciennes
- Tacite, La Germanie